# Pochinkovsky (huyện của Nizhny Novgoro)
Huyện Pochinkovsky (tiếng Nga: ? райо́н) là một huyện hành chính tự quản (raion), của Tỉnh Nizhny Novgorod, Nga. Huyện có diện tích 1970 kilômét vuông, dân số thời điểm ngày 1 tháng 1 năm 2000 là 35700 người. Trung tâm của huyện đóng ở Pochinkiy.